# Льюїс-енд-Кларк-Вілледж (Міссурі)
Льюїс-енд-Кларк-Вілледж (англ. Lewis and Clark Village) — селище (англ. village) в США, в окрузі Б'юкенан штату Міссурі. Населення — 96 осіб (2020).

## Географія
Льюїс-енд-Кларк-Вілледж розташований за координатами 39°32′9″ пн. ш. 95°3′12″ зх. д. / 39.53583° пн. ш. 95.05333° зх. д. (39.535703, -95.053455).  За даними Бюро перепису населення США в 2010 році селище мало площу 1,84 км², з яких 1,61 км² — суходіл та 0,23 км² — водойми.

## Демографія
Згідно з переписом 2010 року, у місті мешкали 132 особи в 53 домогосподарствах у складі 38 родин. Густота населення становила 72 особи/км².  Було 63 помешкання (34/км²).
Расовий склад населення:
| - 100,0 % — білих |

До двох чи більше рас належало 0,0 %. Частка іспаномовних становила 0,0 % від усіх жителів.
За віковим діапазоном населення розподілялося таким чином: 22,7 % — особи молодші 18 років, 64,4 % — особи у віці 18—64 років, 12,9 % — особи у віці 65 років та старші. Медіана віку мешканця становила 43,0 року. На 100 осіб жіночої статі у місті припадало 85,9 чоловіків;  на 100 жінок у віці від 18 років та старших — 100,0 чоловіків також старших 18 років.
Середній дохід на одне домашнє господарство  становив 55 430 доларів США (медіана — 55 000), а середній дохід на одну сім'ю — 61 021 долар (медіана — 56 875). За межею бідності перебувало 0,8 % осіб, у тому числі 0,0 % дітей у віці до 18 років та 0,0 % осіб у віці 65 років та старших.
Цивільне працевлаштоване населення становило 51 осіб. Основні галузі зайнятості: виробництво — 43,1 %, освіта, охорона здоров'я та соціальна допомога — 27,5 %, роздрібна торгівля — 5,9 %, публічна адміністрація — 5,9 %.